# 비엔씨컴퍼니
비엔씨컴퍼니는 도시광산업을 주력으로 해온 코스닥 상장 기업이다. 1990년 설립되었다.

## 업종
도시광산업(Urban Mining)이란 1980년대 일본에서 나온 재활용 관련 용어이다. 가전제품 등 도시에서 대량으로 배출되는 폐기물로부터 유가금속을 추출해 활용하는 것을 도시 속의 광산과 같다고 하여 붙여진 명칭이다.

## 사업
금성테크는 실적이 좋지 못해 지속적으로 적자를 보아 온 회사이다. 이에 매출 증대를 위해 사업다각화를 추진해왔으며, 2012년에는 HNH바이온 지분 19.29%를 취득하면서 화장품 원료 개발 및 바이오 관련 사업을 시작했다. 또한 2014년 하반기부터는 자동차 수입 사업을 신규사업으로 추진했다.
매출 부진으로 자본잠식이 심해 2015년 7월 13일에는 4대 1로 무상감자를 실시했다.
매출구성은 도시광산 86%, 정유 11% 등으로 이루어진다.

## 같이 보기
- 사업다각화
- 동전주